# Listă de clădiri din Cluj-Napoca
Această pagină este o listă de clădiri din Cluj-Napoca.
- Bastionul Croitorilor din Cluj
- Biblioteca Centrală Universitară din Cluj
- Biserica Bob din Cluj
- Biserica cu Cocoș din Cluj
- Biserica Evanghelică din Cluj
- Biserica Franciscană din Cluj
- Biserica Ortodoxă Sf. Treime din Cluj
- Biserica Piariștilor din Cluj
- Biserica Reformată de pe Ulița Lupilor
- Biserica Reformată din Cluj-Orașul de Jos
- Biserica Calvaria de la Cluj-Mănăștur
- Biserica Sf. Petru din Cluj
- Biserica Sfântul Mihail din Cluj
- Biserica Unitariană din Cluj
- Casa Benkő din Cluj
- Casa Heltai din Cluj-Napoca
- Casa Hintz din Cluj
- Casa Învățătorului din Cluj-Napoca
- Casa Kovary din Cluj-Napoca
- Casa Matia din Cluj
- Casa Petrechevich-Horvath din Cluj-Napoca
- Casa Schleunig din Cluj
- Casa Wolphard-Kakas din Cluj-Napoca
- Catedrala Ortodoxă a Vadului, Feleacului și Clujului
- Catedrala Schimbarea la Față din Cluj
- Cetățuia (Cluj-Napoca)
- Colegiul Național Emil Racoviță (Cluj-Napoca)
- Colegiul Național George Coșbuc (Cluj)
- Convictus Nobilium din Cluj
- Hotelul Biasini din Cluj
- Hotelul New York din Cluj
- Liceul de Informatică „Tiberiu Popoviciu”
- Liceul Teologic Român-Unit „Inocențiu Micu” din Cluj-Napoca
- Liceul Teoretic „Apáczai Csere János” din Cluj
- Liceul Teoretic „Mihai Eminescu” din Cluj-Napoca
- Liceul Unitarian „János Zsigmond” din Cluj-Napoca
- Muzeul Etnografic al Transilvaniei
- Muzeul Național de Istorie a Transilvaniei
- Opera Maghiară din Cluj
- Opera Română din Cluj
- Palatul Arhiepiscopiei Ortodoxe a Clujului
- Palatul Babos din Cluj
- Palatul Bánffy
- Palatul Beldi din Cluj-Napoca
- Palatul Berde din Cluj
- Palatul de Finanțe din Cluj-Napoca
- Palatul de Justiție din Cluj
- Palatul Elian din Cluj
- Palatul Poștei din Cluj-Napoca
- Palatul Prefecturii din Cluj-Napoca
- Palatul Reduta din Cluj
- Palatul Regionalei de Căi Ferate Cluj
- Palatul Rhédey din Cluj
- Palatul Széki din Cluj
- Palatul Telefoanelor din Cluj-Napoca
- Palatul Teleki din Cluj
- Palatul Toldalagi-Korda din Cluj-Napoca
- Palatul Urania din Cluj
- Palatul Wass din Cluj-Napoca
- Prima cetate medievală a Clujului
- Sinagoga Neologă din Cluj
- Teatrul Maghiar de Stat din Cluj
- Teatrul Național din Cluj
- Turnul Pompierilor din Cluj

## Clădiri demolate
- Casa Călăului din Cluj

## În construcție
- Sigma Towers